# 恋路ヶ浜 (田原市)

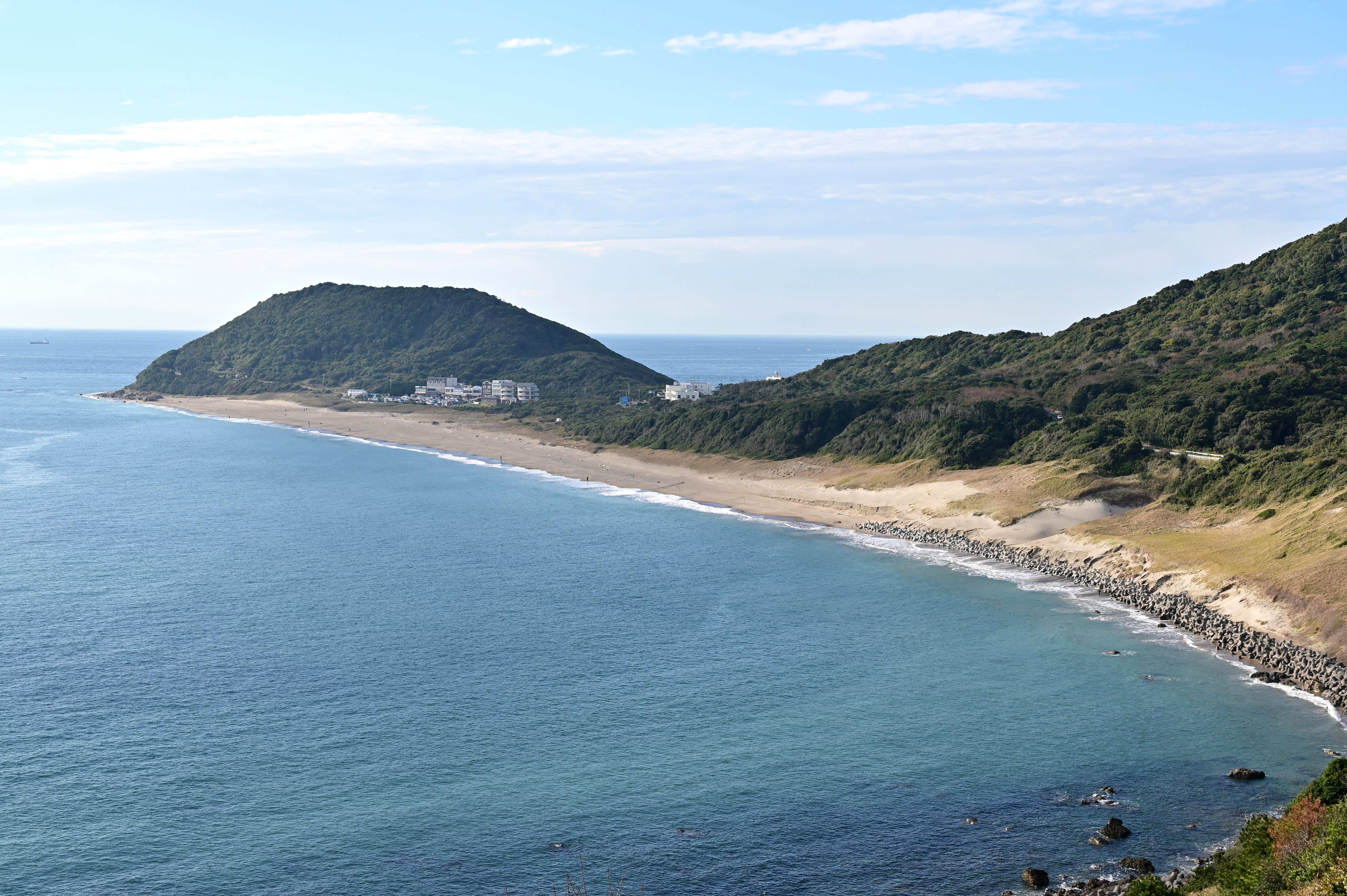
渥美半島の南西端の恋路ヶ浜と伊良湖岬

恋路ヶ浜（こいじがはま）は、渥美半島の先端、伊良湖岬から付近にある日出の石門までの、約1kmの砂浜である。愛知県田原市にある。

## 由来
観光スポットとして近年「恋路ヶ浜」などと命名されたものではなく、その名の歴史は古く江戸時代の1808年（文化5年）には和歌に『春さめにぬれてひろはんいらご崎　恋路ヶ浦の恋わすれ貝』などと歌われており、伝説では、その昔、高貴な身分の男女が許されぬ恋がゆえに都を追放されこの地に暮らした事にちなむという。

## 渥美サイクリングロード
「渥美サイクリングロード」が恋路ヶ浜を通過している。
渥美サイクリングロードは「日本の渚百選」、「日本の白砂青松100選」、「日本の道100選」に選ばれている。

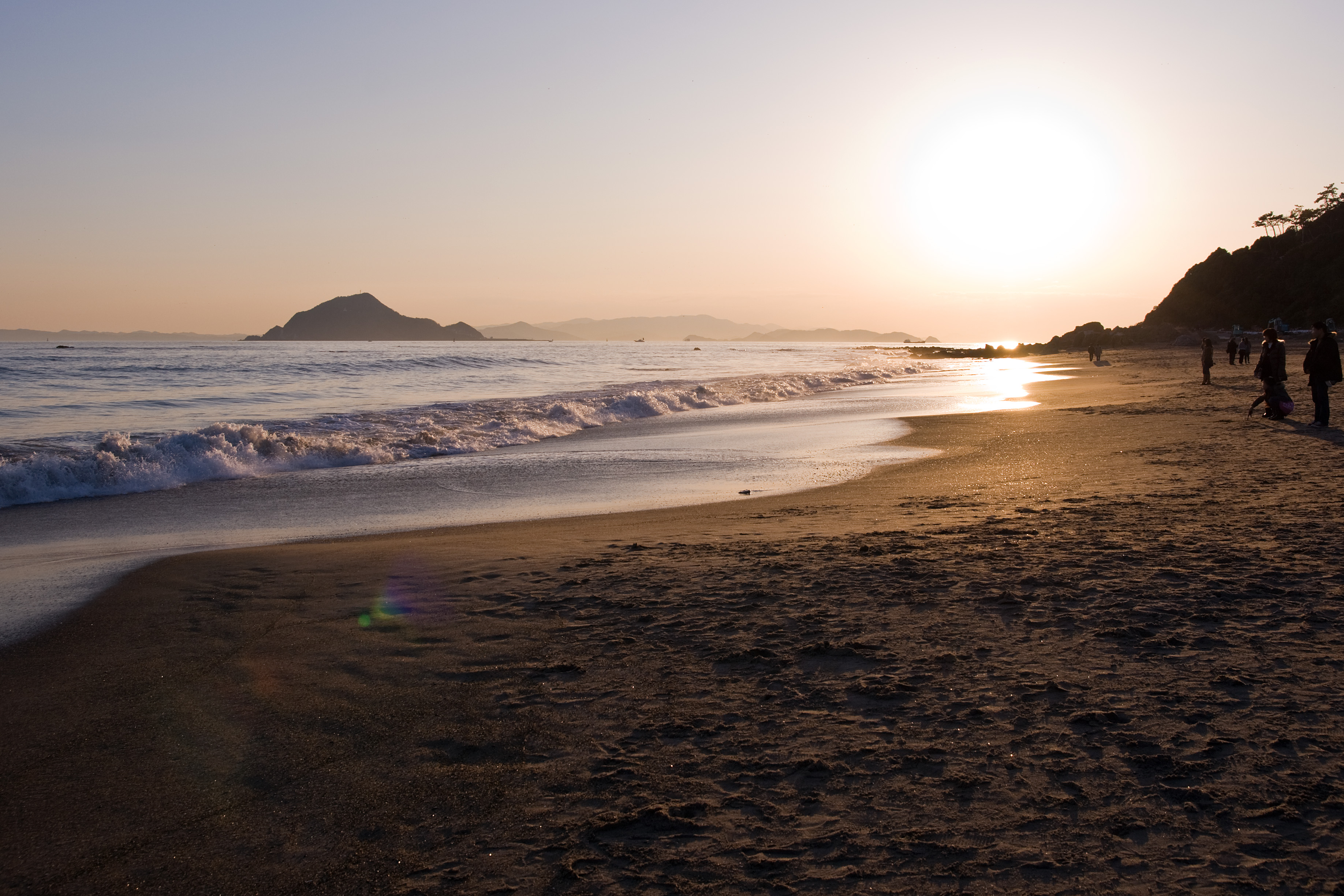
恋路ヶ浜の夕景と神島
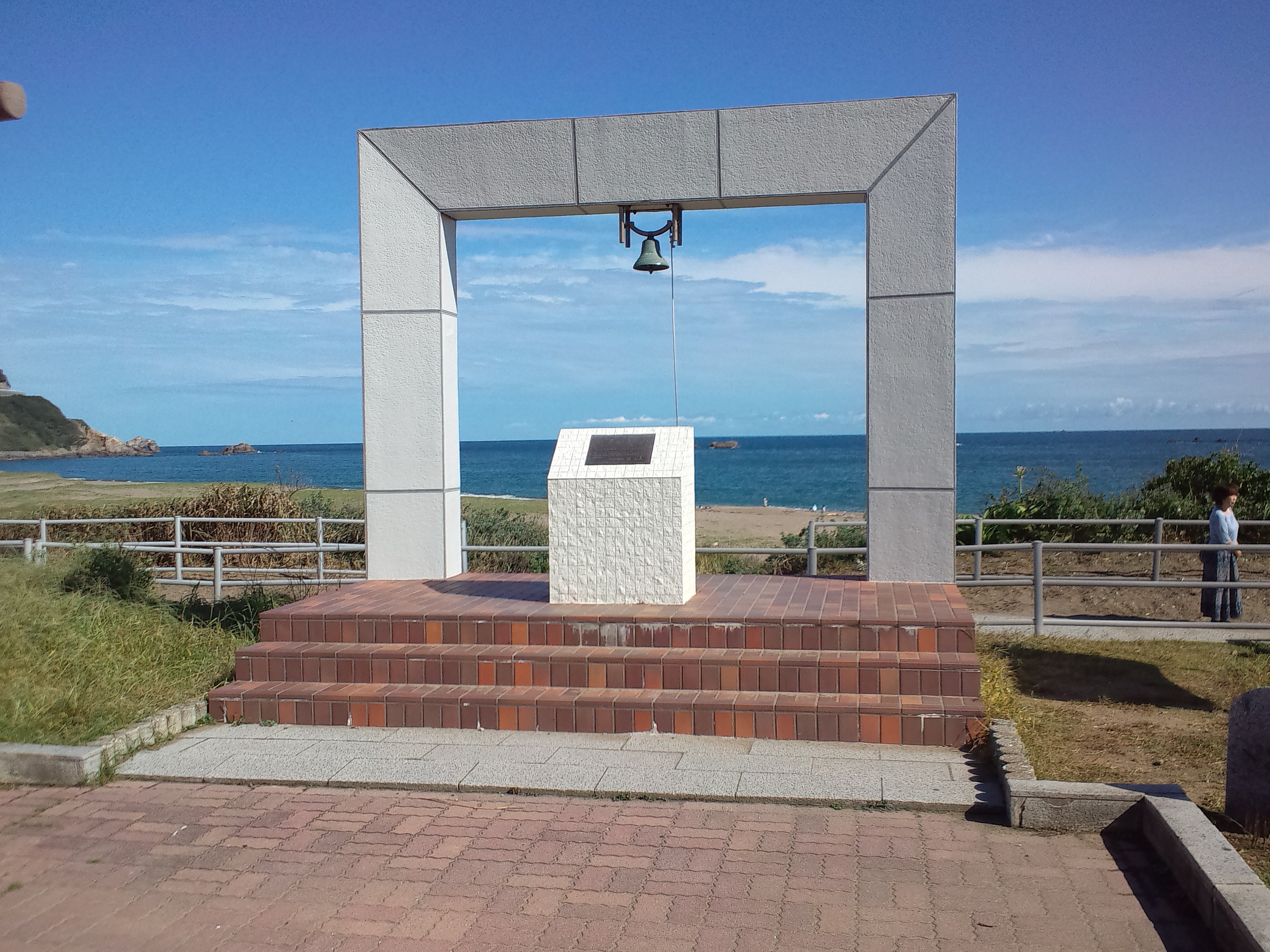
鐘の記念碑
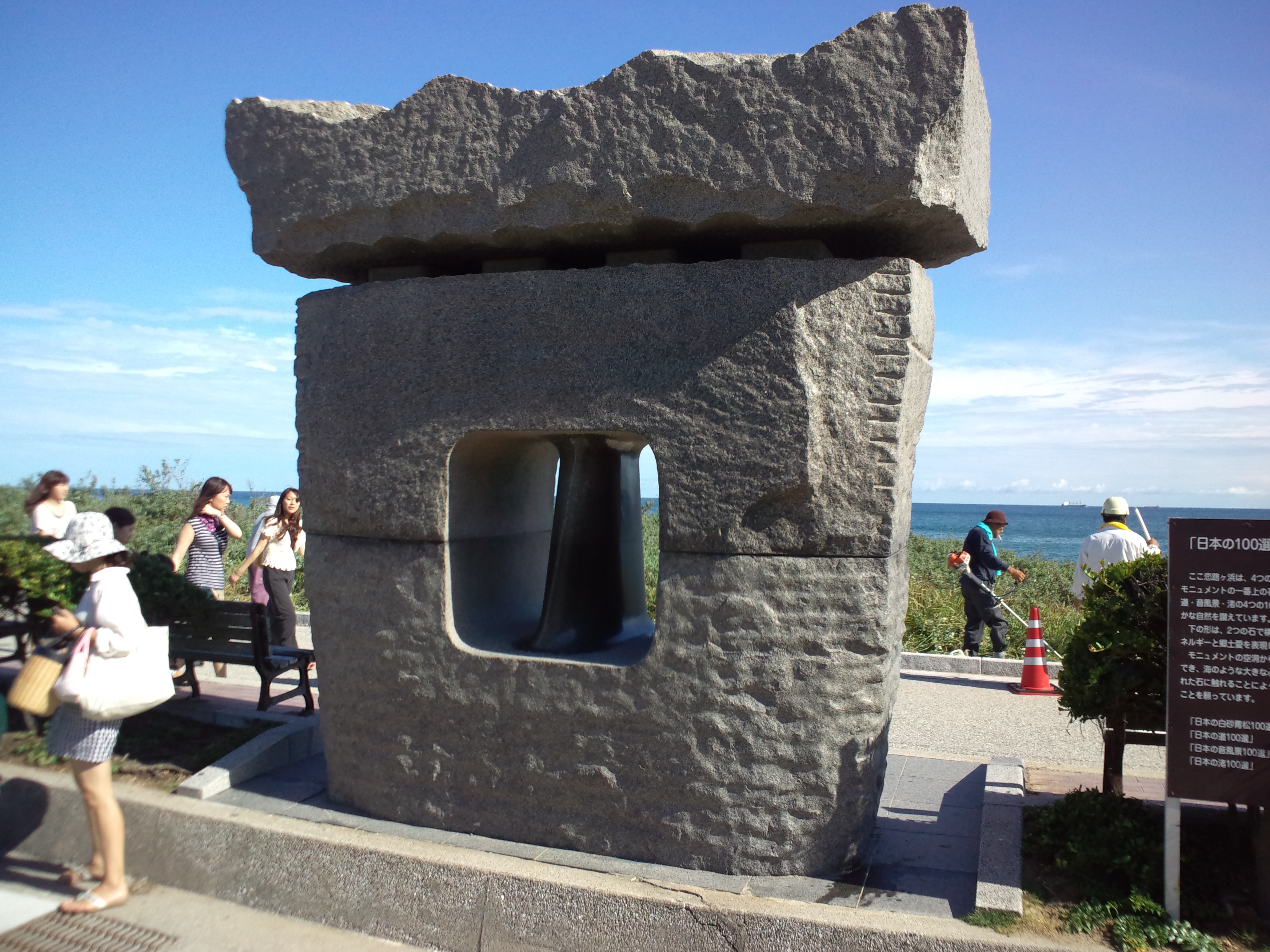
『日本の100選』記念モニュメント

## 潮騒
「伊良湖岬恋路ヶ浜の潮騒」が、「日本の音風景100選」に選ばれている。

## 椰子の実
柳田國男が1898年（明治31年）ここに遊び、拾った椰子の実の話を一緒に来られなかった島崎藤村にしたところ、それから藤村が想像を逞しくして創作したのが「椰子の実」（『落梅集』所収）とされ、やしの実博物館や椰子の実詩碑が日出園地にある。

## 参考資料
- 『ふるさとの文化遺産 郷土資料事典 23 愛知県』ゼンリン、北九州市、1998年。ISBN 4795910944。